# Rio (musikalbum av Keith Jarrett)
Rio från 2011 är ett dubbelalbum av Keith Jarrett. Det innehåller improvisationer för piano och spelades in live på Theatro Municipal i Rio de Janeiro.

## Låtlista
Alla musik är skriven av Keith Jarrett.

### Cd 1
1. Part I – 8:41
2. Part II – 6:53
3. Part III – 6:01
4. Part IV – 4:14
5. Part V – 6:26
6. Part VI – 7:01

### Cd 2
1. Part VII – 7:29
2. Part VIII – 4:59
3. Part IX – 5:03
4. Part X – 5:02
5. Part XI – 3:20
6. Part XII – 6:10
7. Part XIII – 7:04
8. Part XIV – 5:41
9. Part XV – 6:34

## Medverkande
- Keith Jarrett – piano

## Mottagande
Skivan fick ett mycket gott mottagande när den kom ut med ett snitt på 4,5/5 baserat på åtta recensioner.

## Listplaceringar
| Lista (2011–12) | Topplacering |
| --------------- | ------------ |
| Sverige         | 22           |